# Yunda Holding
Yunda Holding Company Limited (также известна под торговой маркой Yunda Express, «Юньда Экспресс») — китайская частная логистическая компания, входит в «большую пятёрку» компаний экспресс-доставки страны (наряду с SF Express, YTO Express, STO Express и ZTO Express). Основана в 1998 году, штаб-квартира расположена в Шанхае.
Yunda Express входит в неформальное объединение китайских курьерских компаний, известное как «банда Тунлу» (другими членами объединения являются STO Express, YTO Express и ZTO Express). На эти компании приходится более половины всех экспресс-доставок Китая, они имеют схожие названия и бизнес-модели, а все основатели этих компаний родом из уезда Тунлу, который расположен недалеко от штаб-квартиры гиганта интернет-торговли Alibaba Group.

## История
В 1993 году уроженец уезда Тунлу Не Тэнфэй вместе со своей женой Чэнь Сяоин основали первую компанию экспресс-доставки STO Express. По мере роста заказов они привлекали в семейный бизнес своих родственников, друзей и соседей. В 1998 году Не Тэнфэй погиб в автокатастрофе, после чего руководство бизнесом взяли на себя Чэнь Сяоин и её брат Чэнь Дэцзюнь. 
Вскоре брат покойного Не Тэнфэя, Не Тэнъюнь, покинул STO Express и основал собственную курьерскую компанию Shanghai Yunda Express. Компания стала публичной в 2016 году после того, как завершила сделку по обратному слиянию на сумму 2,7 млрд долларов США с зарегистрированной на Шэньчжэньской фондовой бирже компанией Ningbo Xinhai Electric. По состоянию на начало 2018 года состояние семьи Не Тэнъюня составляло 3,4 млрд долларов США.

## Деятельность
Yunda Express занимается внутренней и международной экспресс-доставкой, управлением цепочками поставок, дистрибуцией и складским хозяйством. Крупнейший логистический парк компании расположен в районе Бэйлунь города Нинбо. По состоянию на 2021 год основная выручка пришлась на дистрибуцию (53,7 %) и перевозку грузов (39,8 %).

## Акционеры

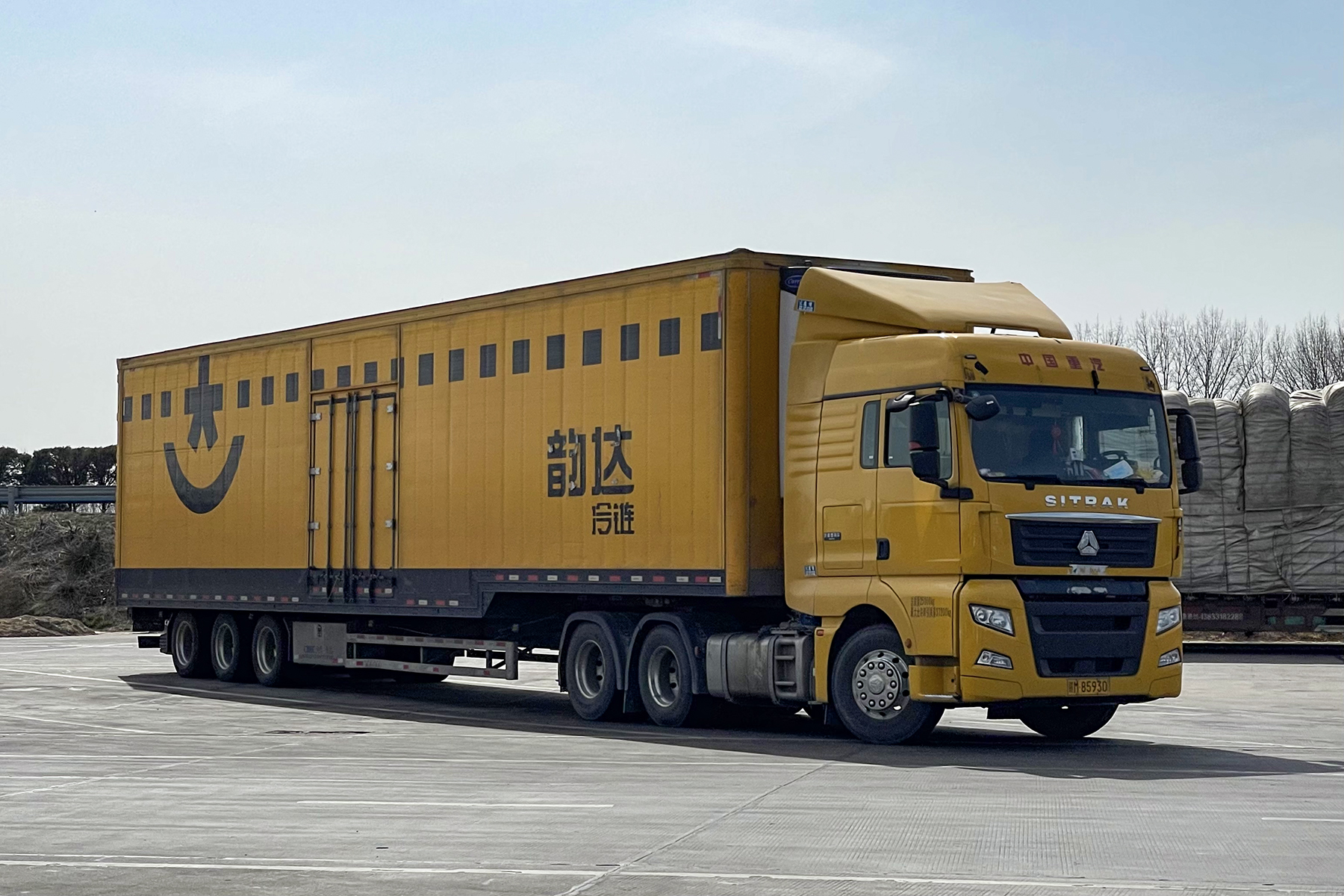
Грузовик Yunda Express

Основными акционерами Yunda Holding являются Не Тэнъюнь и члены его семьи (54,4 %), Aegon Industrial Fund Management (3,93 %), China Universal Asset Management (2,59 %), Bosera Asset Management (2,53 %), Harvest Fund Management (1,84 %) и Чэнь Мэйсян (0,65 %).